# João Maia da Conceicão
João Maia da Conceicão (* 7. Februar 1969 in Ermera, Portugiesisch-Timor) ist ein Politiker aus Osttimor. Er ist Mitglied der Partido Unidade Nacional (PUN).
Conceicão saß als Vertretung des PUN-Abgeordneten Domingos Mesquita vom 8. Januar 2008 bis 2009 im Nationalparlament Osttimors. Das osttimoresische Recht gibt Abgeordneten die Möglichkeit ihr Mandat eine Zeit lang ruhen zu lassen. In dieser Zeit ersetzt sie im Parlament der nächste Kandidat der Parteiliste der vorhergehenden Wahl. Später kann der Abgeordnete sein Mandat wieder aufnehmen.
Für die Zeit, in der Conceicão Abgeordneter war, wurde er von seinen Posten als Direktor der Nino Konis Santana-Sekundärschule in Gleno vom Bildungsministerium in den unbezahlten Urlaub versetzt. In dieser Zeit war er auch als Sekretär Mitglied der Kommission für Außenangelegenheiten, Verteidigung und Nationale Sicherheit (Kommission B).
Bei den Neuwahlen 2012 trat Conceicão nicht mehr für die PUN an. Ohnehin scheiterte die PUN an der Drei-Prozent-Hürde.